# Neauphe-sur-Dive
Neauphe-sur-Dive é uma comuna francesa na região administrativa da Normandia, no departamento Orne. Estende-se por uma área de 13,36 km². Em 2010 a comuna tinha 139 habitantes (densidade: 10,4 hab./km²).